# David Florio

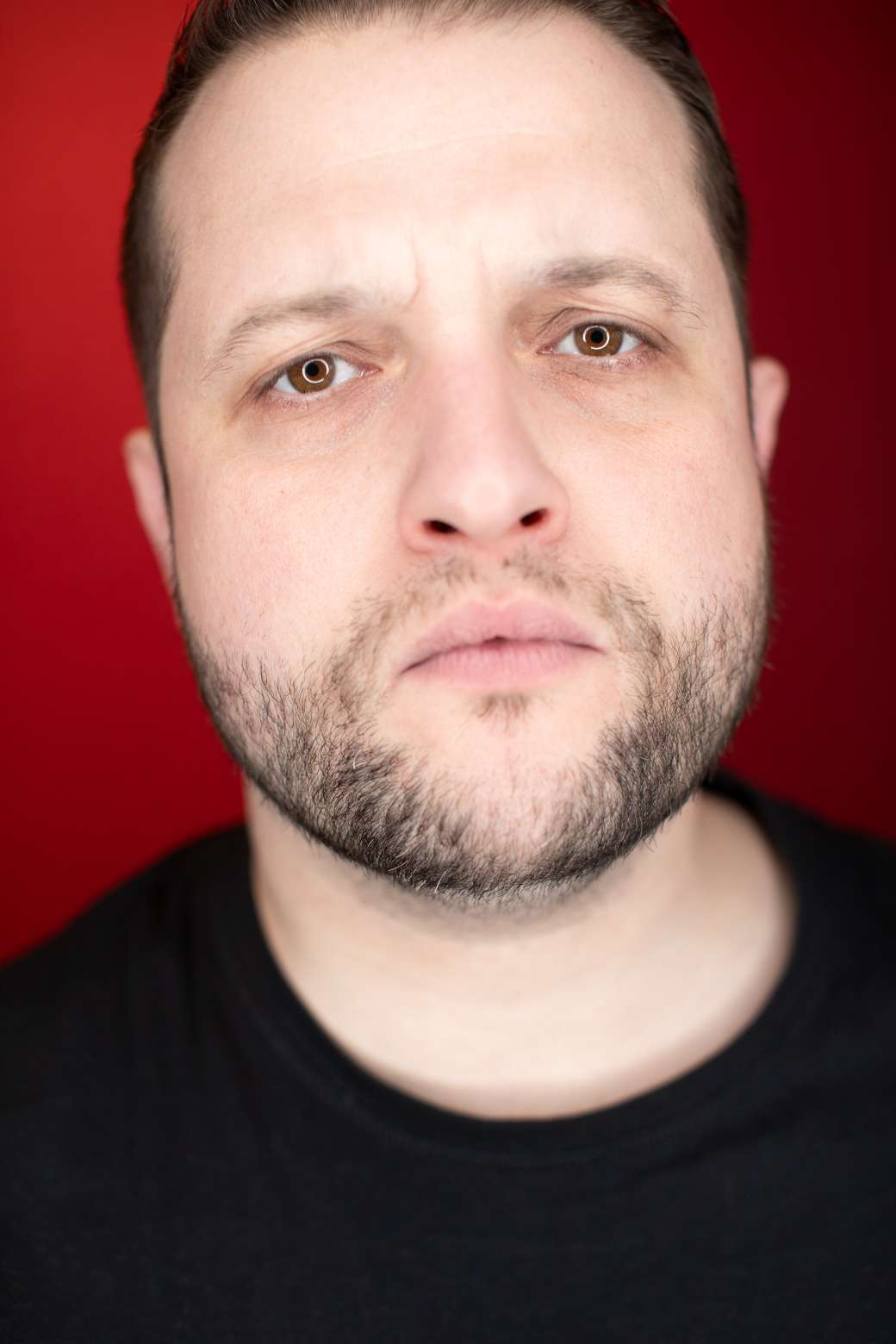
David Florio

David Florio (* 24. Oktober 1985 in Frankenberg/Eder) ist ein deutscher Filmschauspieler und Gastronom.

## Leben
David Florio ist der Sohn einer Gastronomiefamilie und hat einen Bruder. David Florio ist gelernter Sport- und Fitnesskaufmann und staatlich anerkannter Assistent für Informationsverarbeitung.
Bekannt geworden ist er als Schauspieler durch den ZDF-Zweiteiler Unterm Apfelbaum. Aktuell (Stand 29. November 2023) spielte er im ZDF-Film Blindspot von Regisseur Hannu Salonen mit, der auf dem Filmfestival in Köln präsentiert wurde. Ebenso wirkte er als Darsteller mit Episodenhauptrollen bei TV-Produktionen mit, wie Verklag mich doch, Barbara Salesch – das Strafgericht, Ulrich Wetzel – Das Strafgericht, Auf Streife und SOS Retter im Einsatz.
Er führt sein eigenes Restaurant am Neuenhainer See in Neuental, mit dem er Mitglied im Hessen a la carte Programm ist.
In 2019 belegte er mit seinem vorherigen Restaurant Künstlerhaus Lenz in Gladenbach – Erdhausen den dritten Platz für das Lahntal im Wettbewerb „Die 50 besten Dorfgasthäuser in Hessen“. Zudem war er mit dem Künstlerhaus Lenz Halbfinalist des hessischen Gründerpreis 2019.

## Filmografie
- 2020: Auf Streife – Die Spezialisten auf SAT 1
- 2020–2022: Auf Streife auf SAT 1
- 2022: Barbara Salesch – Das Strafgericht auf RTL
- 2022: Darsteller im Musikvideo Triple M mit Marvin Muth
- 2022: SOS – Retter im Einsatz auf RTL 2
- 2022: Unterm Apfelbaum auf ZDF
- seit 2022: Ulrich Wetzel das Strafgericht auf RTL
- 2023: Blindspot auf ZDF
- 2023: Verklag mich doch auf RTL
- 2024: Der Blaulicht Report auf RTL
- 2024: Ulrich Wetzel der Ermittlungsrichter auf RTL
- 2024: Verklag mich doch auf RTL
- 2025: Notruf auf Sat. 1
- 2025: Verklag mich doch auf RTL